# معركة الإسماعيلية (1973)

## خلفية تاريخية

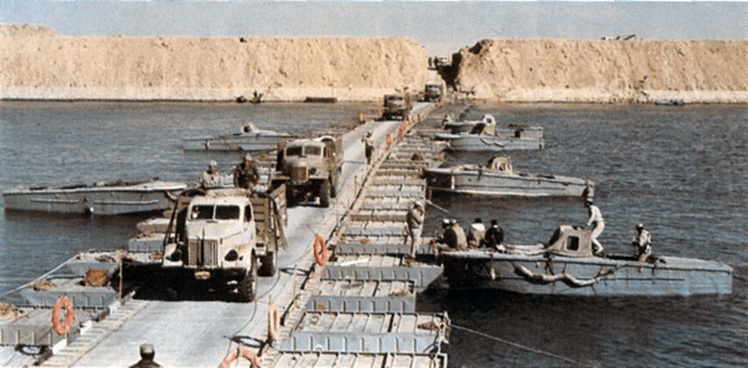
مركبات مصرية تعبر قناة السويس في 7 أكتوبر 1973، أثناء حرب يوم الغفران

نجحت القوات الإسرائيلية في التسلل إلى غرب قناة السويس ليلة 15\16 أكتوبر 1973، في البداية تمثل العبور في عدد 30 دبابة برمائية وحوالي 300 جندي مظلي من فرقة شارون المدرعة، تصور القادة المصريون طبقا لبلاغات القائد المحلي أن القوة الإسرائيلية لا تزيد عن سبع دبابات فقط، بالرغم من ذلك نجحت قوة الاختراق الإسرائيلي المحدودة تلك في تحقيق ما فشل فيه سلاح الجو الإسرائيلي خلال أحد عشر يوم من القتال، فقد اختبأت تلك الدبابات في منطقة الدفرسوار والتي تكثر بها زراعات المانجو، وبدأت تنطلق في مجموعات صغيرة لمهاجمة مواقع صواريخ الدفاع الجوي المصري، والتي لم تكن تتوقع وجود دبابات إسرائيلية في المنطقة، أحدث ذلك فجوة عميقة في حائط الصواريخ المصري، منحت سلاح الجو الإسرائيلي حرية الحركة في قطاعات معينة بعيدا عن مدى الصواريخ المصرية، بعد أن كانت منطقة القناة محرمة عليها منذ بداية الحرب.

في صباح يوم 18 أكتوبر، أي بعد 48 ساعة تقريبا من بدأ الثغرة فعليا، أصبح للجيش الإسرائيلي على الضفة الغربية لقناة السويس، نحو 300 دبابة و 2000 جندي مظلي بالإضافة إلى وحدات المدفعية الخاصة، بينما تعرضت القوة المصرية التي لا تزيد عن 100 دبابة للتدمير بعد فشل الهجمات المصرية المضادة يومي 17 و18 أكتوبر، وبذلك أصبح التواجد المصري المدرع غرب القناة منعدما تماما.

كانت التعليمات الصادرة لشارون وأدان أن هناك قرارا وشيكا يتم التحضير له في مجلس الأمن لوقف إطلاق النار، وأن التحرك السريع لتطويق الجيش الثاني والثالث وحصارهم واحتلال مدينتي الإسماعيلية والسويس بات أمرا ملحا، فانطلقت فرقة شارون شمالا تجاه مدينة الإسماعيلية، بينما اتجهت فرقتي أدان وماجن جنوبا نحو مدينة السويس.

## خريطة العمليات
تقع مدينة الإسماعيلية على الضفة الغربية لقناة السويس وتطل علي بحيرة التمساح، وهي إحدى مدن القناة الثلاث الرئيسية، بالإضافة إلى أنها تمثل مركز قيادة الجيش الثاني الميداني، وسقوطها سيشكل نصر دعائي كبير للجيش الإسرائيلي، وسيمكنه بكل سهولة من السيطرة علي مؤخرة الجيش الثاني بأكمله، وتهديد ثلاث فرق مشاه شرق القناة، كما أن بها مطارا يصلح لاستقبال كافة أنواع الطائرات المتوسطة والخفيفة. ونظرا لطبيعة هذا القطاع الزراعي الريفي، فإن تقدم المدرعات والمركبات يصبح مقيدا بضرورة استخدام الطرق الأربعة التي تخترقه، والموضحة فيما يلي:
- طريق القناة: وهو طريق حربي يمتد من السويس إلى الإسماعيلية، يصلح لسير جميع أنواع المركبات والدبابات، وتحكمه منطقة تسمى جبل مريم، وهي تبة عالية تشرف علي القناة، وتمثل نقطة إستراتيجية بالغة الأهمية في التحكم في هذا الطريق ومدخل المدينة. لكن وجود القناة علي يمين الطريق والترعة الحلوة على يساره، يحد من قدرة الدبابات الإسرائيلية المهاجمة على المناورة عليه.
- طريق ترعة السويس: وهو طريق ترابي يمتد بمحاذاة ترعة السويس الحلوة، وهي الترعة التي تمد مدينة السويس بمياه النيل، والطريق يصلح لكافة أنواع المركبات والمدرعات، ويتحكم في هذا الطريق قرية أبو عطوة وكوبري أبو جاموس، وإلى الغرب من ترعة السويس مباشرة يسير خط السكة الحديدية القادم من السويس.
- طريق المعاهدة: وهو طريق أسفلتي درجة أولى يمتد من السويس إلى الإسماعيلية، ويسير بموازاة القناة والبحيرات المرة، يخترق هذا الطريق قرية نفيشة، ويعبر ترعة الإسماعيلية على كوبري نفيشة ليستكمل سيره شرقا إلى مدينة الإسماعيلية. والأرض على جانبيه صحراوية، وتصلح لاستخدام المدرعات فيما عدا الجزء الشمالي، إذ يضم هذا الجزء بعض المزروعات وأشجار الفواكه وعددا من العزب والقرى الصغيرة.
- طريق القاهرة-الإسماعيلية الصحراوي: وهو طريق درجة أولى يبدأ من القاهرة حتى الإسماعيلية، ويمتد في اتجاه الشمال الشرقي إلى الشرق من ترعة الإسماعيلية، وقبل وصول الطريق إلى ترعة الإسماعيلية بحوالي كيلومتر، تتفرع منه وصلة تمتد شرقا بموازاة الترعة حتى نفيشة، ويمكن العبور من هناك على كوبري نفيشة والوصول بعدئذ إلى الإسماعيلية. ومعظم الأراضي على جانبي هذا الطريق صحراوية وصالحة لسير المدرعات.

ونتيجة لطبيعة الأرض في القطاع الشمالي الذي كانت تتقدم خلاله قوات شارون، اضطرت هذه القوات إلى أن تتحرك في زحفها على محورين رئيسيين هما: الطريق الترابي شرق الترعة الحلوة وطريق المعاهدة، باعتبارهما أصلح الطرق لتقدم مدرعاتها ومركباتها، وأقصرها من حيث المسافة إلى مدينة الإسماعيلية. وعلى الرغم من أن الهجوم الرئيسي كان على محورين، فإن شارون قام بدفع مفارز قوية على جميع الطرق على طول المواجهة ما بين قناة السويس شرقا والكوبري العلوي غربا.

## تجهيز المدينة للمعركة
أدرك قائد الجيش الثاني الميداني اللواء أ.ح عبد المنعم خليل أن القوات الإسرائيلية باتت على وشك الوصول إلى مشارف مدينة الإسماعيلية، فقام بتنظيم القوات واتخذ عددا من الإجراءات السريعة لحماية مداخل المدينة. وكان الهدف الأول الذي ركز عليه اهتمامه هو منع الإسرائيليين من عبور ترعة الإسماعيلية حتى لا ينجح في تطويق المدينة تمهيدا لاقتحامها. كانت الإجراءات كما يلي:

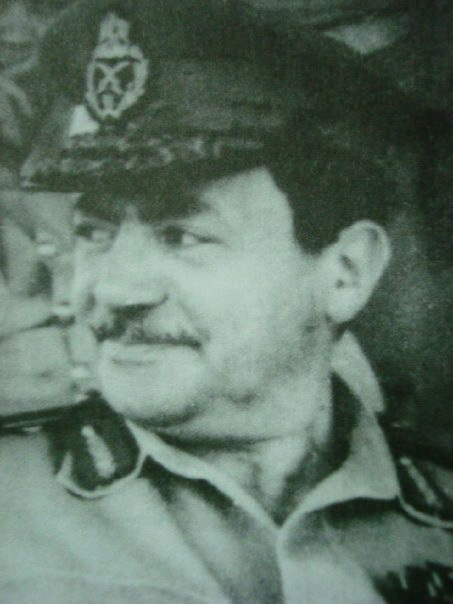
اللواء عبد المنعم خليل، قائد الجيش الثاني الميداني خلال المعركة

- تحرك الكتيبة 85 مظلات بقيادة المقدم عاطف منصف إلى نقطة جبل مريم للدفاع عن تلك النقطة، وتم تدعيم الكتيبة بسرية مقذوفات مضادة للدروع وسرية هاون 120 مللي، والذي يدخل في هيكل تنظيم اللواء 182 مظلات، مما رفع من قدرة تلك الكتيبة القتالية وضاعف من قوتها النيرانية تقريبا. جدير بالذكر أن اللواء 182 مظلات كان يتكون من ثلاث كتائب رقم 81 و85 و89، وقد تعرضت الكتيبتين 81 و89 إلى خسائر جسيمة في معارك الفترة من 17-21 أكتوبر، وكان يتم إعادة تجميع تلك الكتائب بالإستاد الرياضي في مدينة الإسماعيلية لاستعادة القدرة القتاليه مرة أخرى.
- تحرك المجموعة 139 صاعقة بقيادة العقيد أسامة إبراهيم إلى مناطق نفيشة وأبو عطوة للدفاع عنهما، كانت تلك المجموعة قد شاركت في معارك يوم 19 أكتوبر وأبلت بلاء حسنا.
- سحب كتيبة ميكانيكية من منطقة عين غصين-جبل مريم إلى الشمال من الترعة الحلوة بعد أن استلمت الكتيبة 85 مظلات الدفاع عن تلك المنطقة.
- سحب مجموعة مدفعية الجيش الثاني رقم 1 من جنوب ترعة الإسماعيلية إلى الشمال، لتنضم إلى مجموعة مدفعية الجيش الثاني رقم 2، ودفع عناصر إدارة وتوجيه النيران إلى الحد الأمامي للقوات المصرية.
- حشد مجموعات مدفعية الفرقة 16 مشاة والفرقة 21 المدرعة بالتنسيق مع مجموعات مدفعية الجيش الثاني، ليكون الإجمالي في حدود 16 كتيبة مدفعية مختلفة الأعيرة، وقد أحسن العميد أ.ح أبو غزالة قائد مدفعية الجيش الثاني توقع محاور تقدم المدرعات الإسرائيلية، وتسليط نيران المدفعية المصرية عليها خلال المعركة.
- دفع اللواء 118 ميكانيكي لاحتلال نقاط دفاع على الجسور شمال ترعه السويس الحلوة للحيلولة دون استيلاء القوات الإسرائيلية على تلك الجسور.
- دفع عناصر من مهندسي الجيش الثاني بهدف تلغيم جسور الترعة الحلوة كحل أخير إذا حاول الإسرائيليون عبورها.

وبهذه الإجراءات السليمة عسكريا وتكتيكيا، ووجود ترعة الإسماعيلية كمانع مائي طبيعي، أصبح الدفاع عن المدينة شبه مكتمل. لقد تصرف اللواء عبد المنعم خليل كقائد جيش محنك يستطيع السيطرة والتحكم في قواته، بعد أن كانت الأوامر تأتي من القاهرة رأسا على عقب لتنفيذها بصرف النظر عن صحتها عسكريا، دون استشارته كقائد جديد للجيش منذ يوم 16 أكتوبر، فقد منحته القيادة في القاهرة حرية أكبر في التخطيط للدفاع عن الإسماعيلية، فكانت قرارته صائبة إلى حد كبير.

## أحداث المعركة

### التقدم الإسرائيلي نحو الإسماعيلية

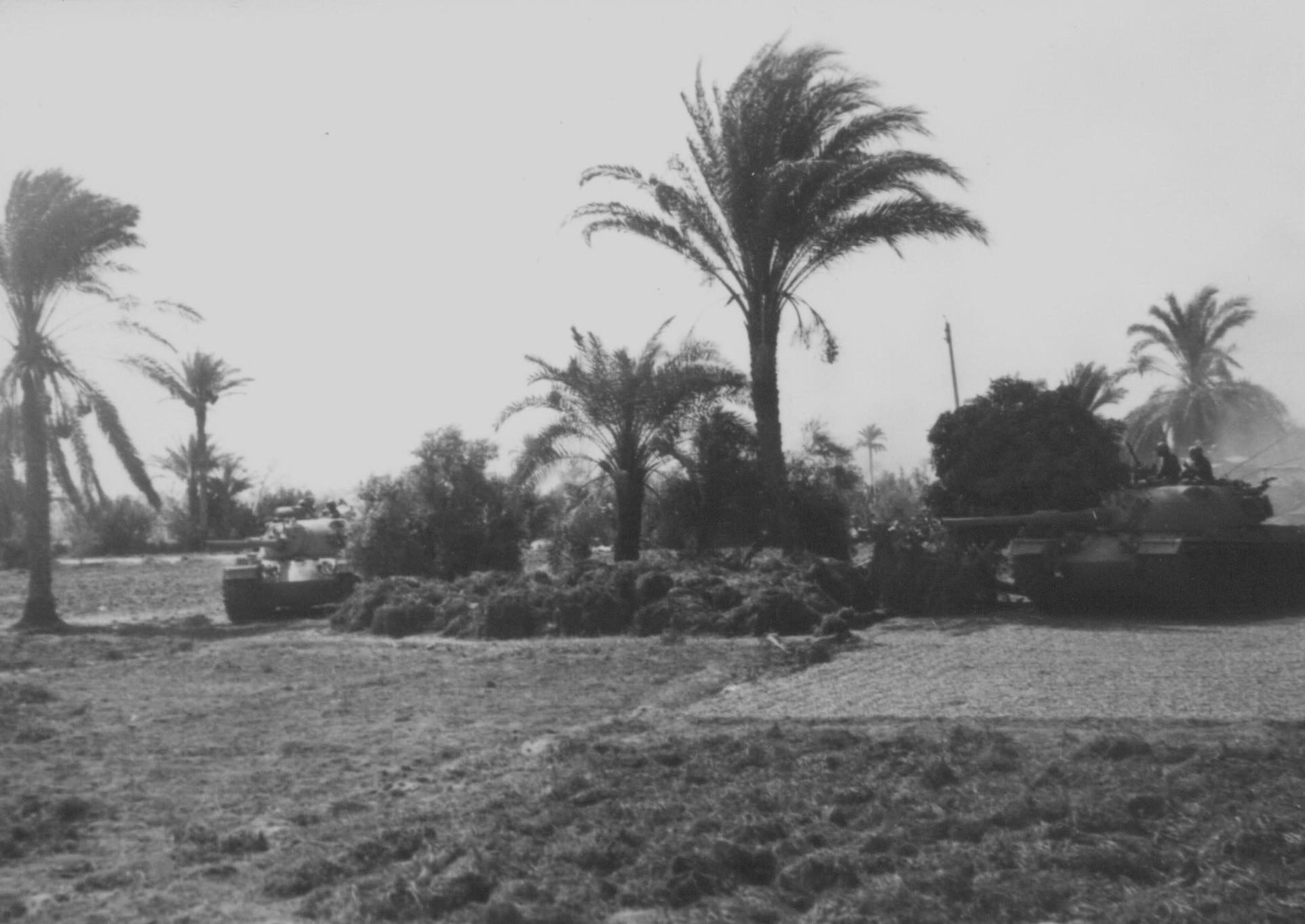
الدبابات الإسرائيلية تستعد للهجوم على الإسماعيلية

بحلول يوم 20 أكتوبر، بدأ الجنرال أرئيل شارون قائد مجموعة العمليات رقم 143، التي كانت تعمل على المحور الشمالي بعد العبور الإسرائيلي إلى غرب القناة، في إدارة معركته الأخيرة في اتجاه الإسماعيلية، بعد أن أبلغته القيادة الجنوبية بأن قرار وقف إطلاق النار على وشك الصدور. ومنذ الصباح الباكر قامت الطائرات الحربية الإسرائيلية بشن هجمات عنيفة على مدن الإسماعيلية وبورسعيد وبور فؤاد. وقد تركز القصف الجوي بصفة خاصة على مواقع الصواريخ أرض-جو سام والأسلحة المضادة للطائرات بهدف تدميرها أو إسكاتها، وكذا على أمكنة تجمع القوات، ومنها معسكر الجلاء بالإسماعيلية ومنطقة جبل مريم والكباري المقامة على الترعة الحلوة. وقامت أيضا بإلقاء القنابل الزمنية وقنابل النابالم لإحداث الحرائق وبث الذعر في نفوس الأفراد.

أصابت بعض القنابل جسر الترعة الحلوة في منطقة رأس العش على بعد 15 كيلومترا جنوب بورسعيد، مما أدى إلى تدفق مياه الترعة الحلوة إلى قناة السويس. ولتدارك الموقف أصدر اللواء أ.ح عبد المنعم خليل قائد الجيش الثاني أمره إلى رئيس مهندسي الجيش بإغلاق مياه الترعة الحلوة عند نقطة التحكم في القنطرة، لإنزال مستوى مياه الترعة ريثما يتم إصلاح الجسر المعطوب عند رأس العش لكي يمكن إعادة فتح المياه ثانية إلى مدينة بورسعيد.

طلب قائد قطاع بورسعيد اللواء سعد الدين صبري من قيادة الجيش الثاني دعمه بوحدات دفاع جوي بدلا من كتائب الصواريخ التي دمرت، كما طلب معاونة جوية عاجلة لتخفيف الضغط عن قطاعه. وكانت حدود قطاع بورسعيد تمتد من الشمال بحذاء البحر المتوسط من بورفؤاد شرقا وحتى دمياط ورأس البر غربا، كما تمتد من الجنوب من التينة شرقا على بعد 25 كيلومترا جنوب بورسعيد حتى صان الحجر بمحافظة الشرقية غربا. ونظرا لأن قيادة الجيش الثاني لم تكن لديها أي قدرات أو إمكانات لإمداد قطاع بورسعيد بالقوات أو معاونته بالنيران أو بمجهود جوي، فقد طلب قائد الجيش الثاني إخراج هذا القطاع من تحت قيادته، وأن يتبع القيادة العامة مباشرة حتى يمكنها تزويده بما يطلبه من إمدادات ومعونات. ولكن القيادة لم يكن في مقدرتها وقتئذ نظرا للظروف التي كانت تواجهها الاستجابة إلى هذا المطلب.

عبر لواء آمنون إلى الضفة الغربية للقناة يوم 19 أكتوبر، وبذلك أصبحت مجموعة عمليات شارون غرب القناة تتكون من لواءين مدرعين، وهما لواء آمنون ولواء حاييم ولواء مشاة مظلي بقيادة العقيد داني مات. كان أقصى تقدم لقوات شارون على المحور الشمالي هو وصوله إلى منطقة طوسون يوم 20 أكتوبر على بعد حوالي 12 كيلومترا جنوب الإسماعيلية. وفي صباح يوم 21 أكتوبر، قامت مفرزة من دباباته ومشاته الميكانيكية، بمهاجمة تبة الشيخ حنيدق على بعد حوالي كيلومتر ونصف شمال طوسون، واستولت عليها قبل آخر ضوء من نفس اليوم، واضطرت سرية المظلات من الكتيبة 85 مظلات التي كانت تدافع عنها إلى الارتداد في اتجاه الشمال.

### الهجوم على المدينة
كان شارون منذ بلغته الأنباء بقرب صدور القرار بوقف إطلاق النار، قد دفع بكل ما تحت قيادته من قوات في اتجاه الشمال، عاقدا عزمه على سرعة الوصول إلى ترعة الإسماعيلية وعبورها، لكي يتمكن بعد ذلك من تحقيق الأمل الذي أخذ يراوده في أحلامه منذ عبور قواته إلى الضفة الغربية للقناة، وهو الاستيلاء على مدينة الإسماعيلية وبالتالي قطع طرق الإمدادات الرئيسية القادمة من القاهرة وشرق الدلتا إلى قوات الجيش الثاني شرق القناة.

وكان شارون على يقين من أن سقوط الإسماعيلية سيحدث دويا سياسيا كبيرا على المستوى العالمي، مما سوف يكسبه شهرة واسعة ومجدا عسكريا مرموقا.

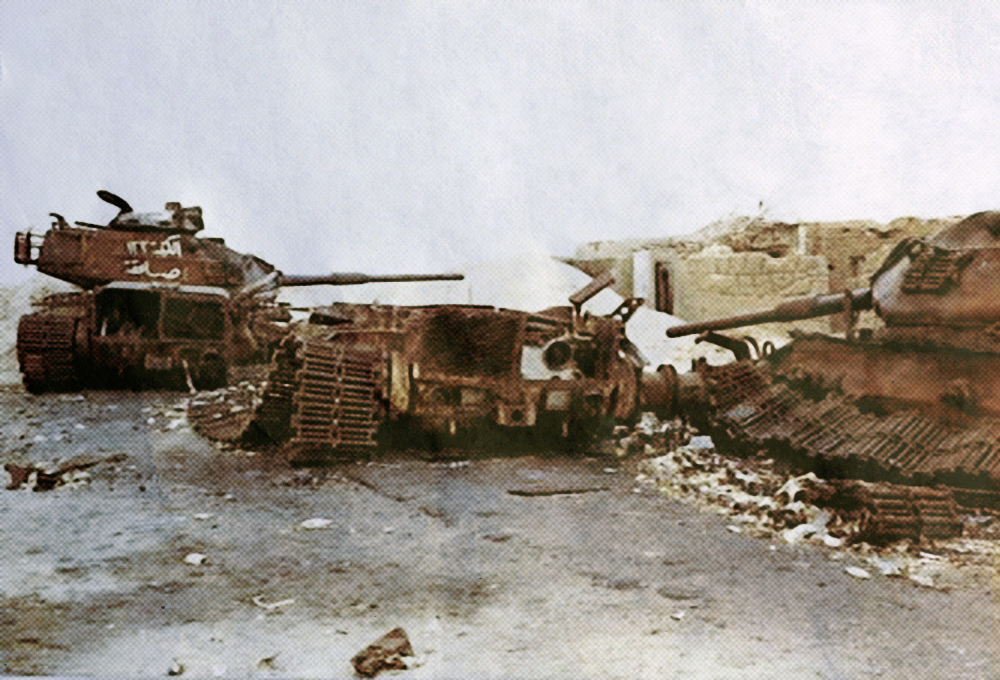
دبابات إسرائيلية مدمرة بقرية أبو عطوة خلال المعركة

في ليلة 21\22 أكتوبر، أخذت وحدات مدفعية الجيش المصري تقوم بقصفات إزعاج على مواقع الإسرائيليين طوال الليل. وفي الصباح قامت الطائرات الحربية الإسرائيلية بهجمات جوية عنيفة على مواقع الجيش المصري، وركزت قصفها على معسكر الجلاء وجبل مريم وأبو عطوة ونفيشة، وتمكنت من تدمير كوبري أبو جاموس.

أرسل قائد الجيش الثاني في الساعة 8:55 صباح يوم 22 أكتوبر إلى القائد العام بالمركز 10 إشارة لاسلكية، أخطره فيها أن قائد الفرقة 8 دفاع جوي أبلغه بعدم وجود أي كتيبة صواريخ أرض-جو سام جاهزة للعمل في قطاع الجيش الثاني. وقد حاول الإسرائيليون التقدم بمفارز مدرعة (دبابات ومشاة ميكانيكية) على طريق المعاهدة في اتجاه كوبري نفيشة وعلى الطريق الصحراوي في اتجاه الكوبري العلوي. ولكن المقذوفات الصاروخية المضادة للدبابات (ماليوتكا) اشتبكت معها وأجبرتها على الانسحاب.

وفي حوالي الساعة العاشرة صباحا يوم 22 أكتوبر جدد شارون محاولته للتقدم في اتجاه ترعة الإسماعيلية، وكان تحركه على محورين هما طريق ترعة السويس الحلوة وطريق المعاهدة. ولكي يتمكن من ازاحة قوات الصاعقة التي اعترضت طريق تقدمه، قام بقصف مواقعها بالمدفعية والهاونات ومدافع الدبابات، كما قامت طائراته بضرب مواقعها ضربا مركزا. ونظرا لضيق الطريق فقد تحركت في المقدمة قوات الجيش الإسرائيلي المترجلة من المظلات وعناصر الاستطلاع، بينما كان يتبعها ببطء طابور من الدبابات والعربات المدرعة نصف جنزير بسبب عجزه عن الفتح والانتشار.

وحوالي الظهر، اشتبكت مقدمة القوات الإسرائيلية مع عناصر استطلاع الصاعقة في الأمام، وتم تدمير دبابتين وعربة مجنزرة إسرائيلية. وفي الساعة الواحدة ظهرا تقدمت قوة من المظلات تقدر بسرية مشاة في اتجاه أبو عطوة على محور ترعة السويس الحلوة، ونظرا لعدم قيامها جيدا باستطلاع الأرض ومعرفة أوضاع القوات المصرية، فقد فوجئت بنيران الأسلحة الصغيرة تنهمر عليها من كل جانب مما أللحق بها خسائر تزيد على 50 فردا. وعلى أثر ذلك توقف الهجوم الإسرائيلي، واستمر في قصف منطقة أبو عطوة بالمدفعية والهاونات بتركيز شديد.

وفي نفس التوقيت وعلى محور نفيشة، تقدمت قوة تقدر بسرية دبابات وسرية مشاة ميكانيكية، تحت ستر غطاء جوي من الطائرات التي قامت بقصف منطقة نفيشة على ترعة الإسماعيلية. وتمكنت كتيبة الصاعقة المصرية في نفيشة رغم القصف الجوي من إيقاف تقدم الإسرائيليين. وكانت مجموع خسائر الجيش الإسرائيلي على محور نفيشة 3 دبابات وعربتين مدرعتين نصف جنزير وعددا كبيرا من الأفراد، بينما بلغت خسائر كتيبة الصاعقة المصرية في نفيشة 24 شهيدا و42 جريحا.

## نتائج المعركة

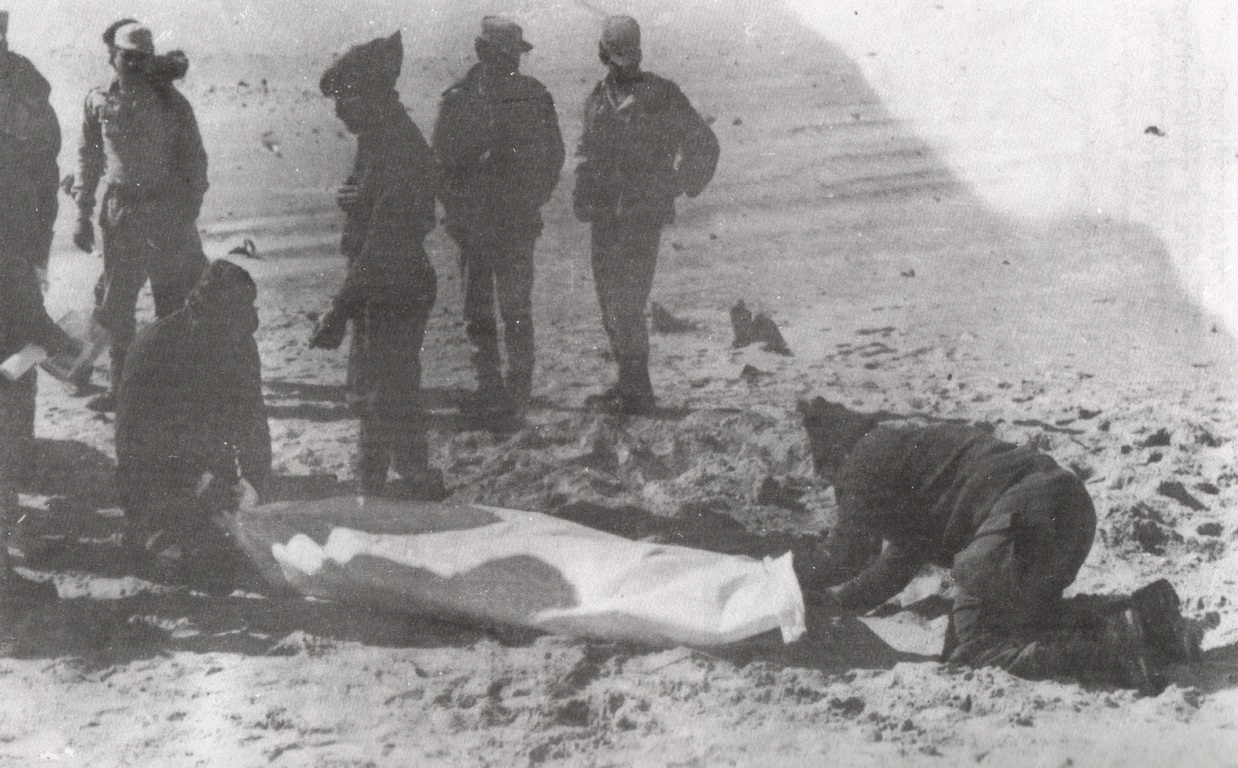
جنود مصريون يقومون بجمع جثث قتلى الجيش الإسرائيلي عقب المعركة

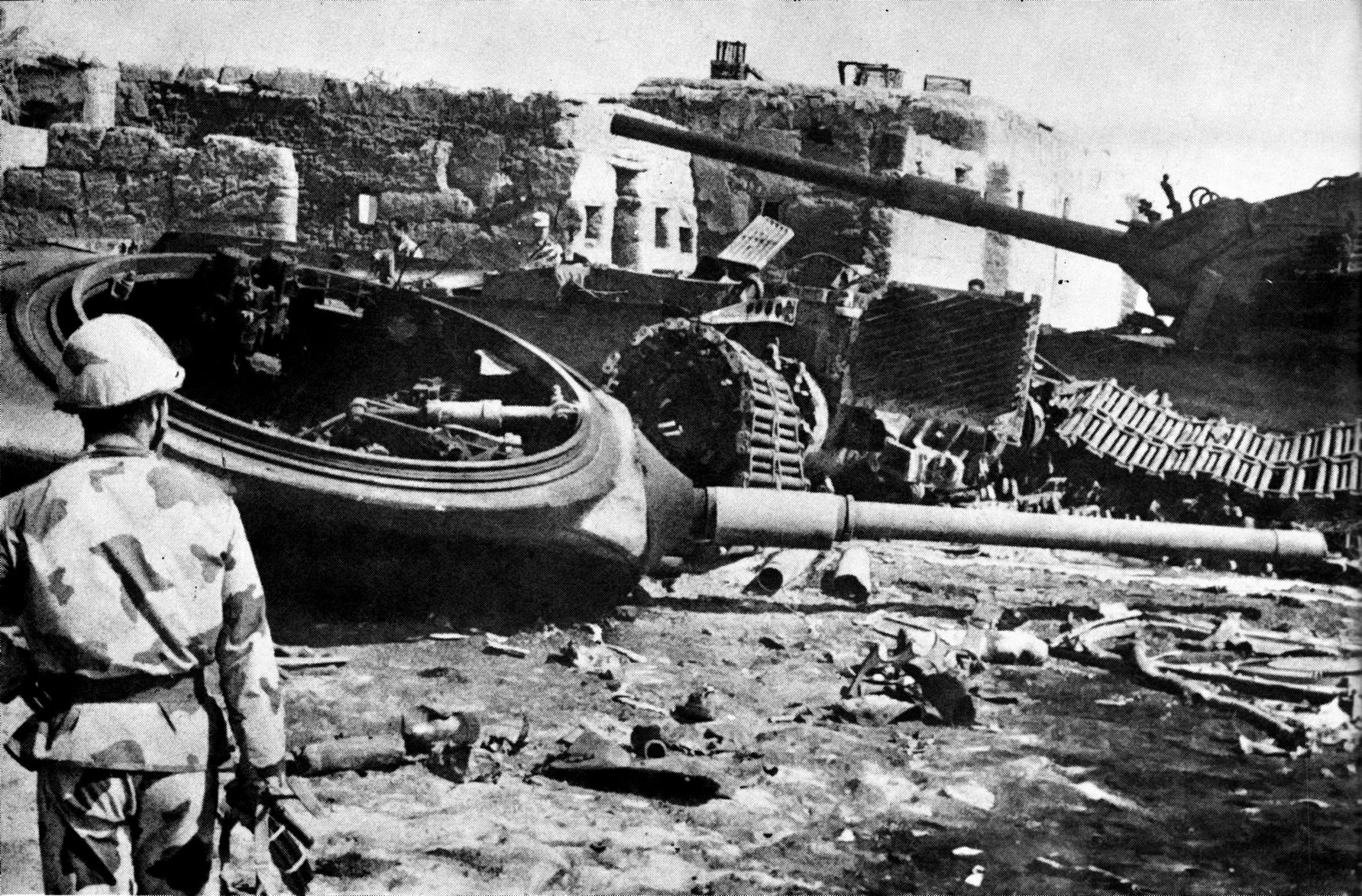
جندي مصري ينظر لحطام الدبابات الإسرائيلية بعد معركة الإسماعيلية

عندما خيم الظلام وحل موعد سريان وقف إطلاق النار في الساعة 6:52 مساء يوم 22 أكتوبر، ونظرا لوجود عدد ضخم من الجرحى الإسرائيليين على أرض المعركة الذين لم يتم سحبهم بعد، ولم يكن في الإمكان القيام بمعركة أخرى خاسرة من أجل إنقاذ الجرحى، لذا طلب شارون إمداده بعدد كبير من الطائرات المروحية لمساعدة رجاله في عمليات الإنقاذ. ولكن الجنرال بارليف لم يوافق على مطلبه، فقد كانت الليلة مظلمة وكان من الصعب على الطائرات الهبوط بالقرب من ميدان المعركة منعا لإصابتها. فأمر شارون رجاله بضرورة الاعتماد على أنفسهم، واستمرت عمليات الإنقاذ أكثر من أربع ساعات إلى أن تم إخلاء معظم القتلى والجرحى من أرض المعركة.

في يوم 26 أكتوبر 1973، حاول شارون التقدم غربا لقطع طريق القاهرة-الإسماعيلية الصحراوي وعزل مدينة الإسماعيلية، لكن قوات الدفاع الشعبي والعسكري التي كانت مسئولة عن تأمين هذا الطريق الحيوي، نجحت في وقف تقدم المدرعات الإسرائيلية وأجبرتها على الانسحاب. كذلك نجح جنود المظلات المصريين في الاستيلاء على إحدى المصاطب غرب القناة، ودفع قوات شارون إلى الجنوب بعد أن قامت بإغراق المنطقة بمياه الترعة الحلوة. ولمنع الإسرائيليين من تجديد محاولات التوسع شمالا أو غربا، أمر الفريق أول أحمد إسماعيل بدفع احتياطي الجيش الثاني لتشكيل خط دفاعي قوي بمحاذاة الترعة الحلوة.

لقد كانت معركة الإسماعيلية نقطة تحول حاسمة في مسار حرب رمضان، فقد أثبتت قوات الصاعقة والمظليين المصريين تفوقهما على سلاح المدرعات الإسرائيلي، ونجحتا في ردع قوات شارون عن احتلال أو عزل المدينة، وكذلك منعته من تهديد خطوط امداد الجيش الثاني الميداني وحصاره. وقد أطلق الإسرائيليون على مدينة الإسماعيلية "فيتنام مصر"، نظرا لضراوة المعارك وتشابهها مع ما كان يقاسيه الأميركيون خلال حرب فيتنام.

## تخليد ذكرى المعركة

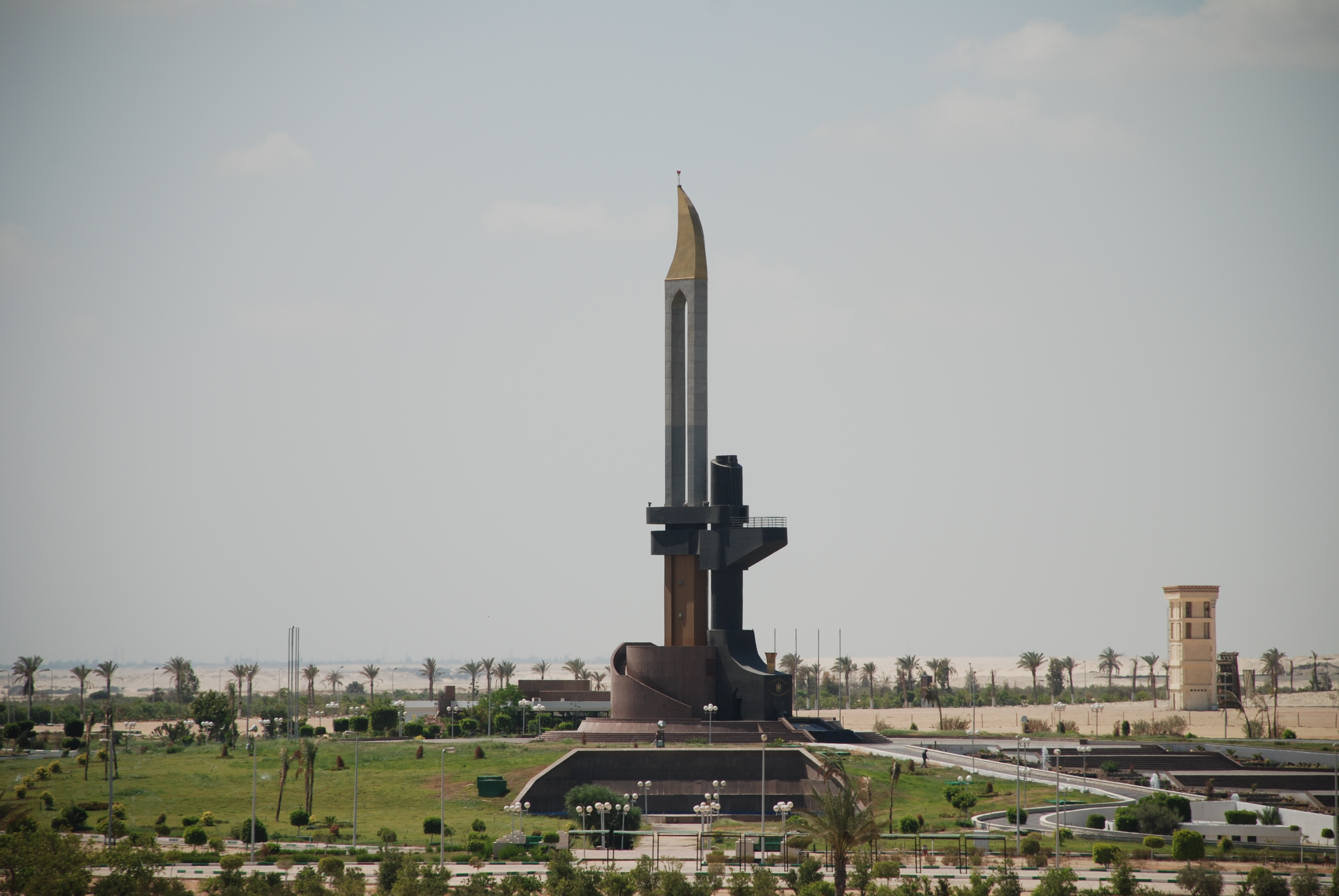
النصب التذكاري لشهداء معركة الإسماعيلية

أقامت محافظة الإسماعيلية نصبا تذكاريا بعد الحرب تخليدا لذكرى شهداء المعركة، يقع شرق قناة السويس أمام المنطقة رقم 6. وهو نموذج لحربة مشرعة سونكي. كما يشتمل على مطعم، وبانوراما، وقاعة لكبار الزوار، ومسرح كبير. ويعد أجمل نصب تذكاري حديث في مصر، نظرا إلى روعته ودقة تنفيذه وموقعه الفريد الذي يطل على قناة السويس.

كما تم إنشاء متحفا حربيا في قرية أبو عطوة على بعد 3 كم من الإسماعيلية، تخليدا لذكرى معركة صد القوات المسلحة المصرية وشعب الإسماعيلية لدبابات الغزو الإسرائيلي حين حاولت اقتحام المدينة.

يقول المؤرخ عبده مبدي أنه أثناء تطوير المدينة بعد العودة من فترة التهجير، كون جمعية أصدقاء الشرطة والشعب، وهم مجموعة شباب من أبناء المحافظة قاموا بتطوير ميادين وقرى المحافظة، مع رفع الأنقاض من كافة الأماكن بالإسماعيلية ولا سيما قرية أبو عطوة، حيث وجدت 3 دبابات إسرائيلية محطمة بمعرفة رجال الصاعقة المصرية، فقامت الجمعية بتطوير المنطقة ودعت المهندس عثمان أحمد عثمان لزيارة الموقع، فحاز التطوير علي إعجابه وتقديره، وقرر دعوة الرئيس الراحل أنور السادات لمشاهدة هذا الأثر التاريخي.

قام وفد إسرائيلي مؤخرا بزيارة للإسماعيلية برفقة أفراد من المخابرات الحربية، للتنقيب عن رفات جنود إسرائيليين قتلوا أثناء المعركة داخل إحدى المدارس الصناعية بقرية أبو عطوة، لكن لم يتم العثور على أي شيء.

### قائمة المراجع
- جمال حماد (2002). المعارك الحربية على الجبهة المصرية. الطبعة الأولى. دار الشروق. ردمك 9770908665.
- عبد المنعم خليل (1995). حروب مصر المعاصرة في أوراق قائد ميداني. ردمك 26317750.
- O’ballance, Edgar (1996). No Victor, No Vanquished: The Arab-Israeli War 1973. Presidio Press. ISBN 0-89141-615-3.

## وصلات خارجية
- المجموعة 73 مؤرخين
- موسوعة مقاتل من الصحراء
- موقع المؤرخ